# Halimede
Halimede (altgriechisch Ἁλιμήδη Halimḗdē, deutsch ‚die aufs Meer ihre Sorge richtet‘) ist eine Nymphe der Griechischen Mythologie.
Als eine der 50 Töchter des Meeresgottes  Nereus und der Doris gehört sie zu den Nereiden. Sie wird in den Namenslisten der Nereiden in der Bibliotheke des Apollodor und bei Hesiod genannt.
In der Theogonie des Hesiod wird Halimede mit dem Zusatz „schön bekränzt“ (ἐυστέφανος eustéphanos; auch „mit prangendem Kranze“) erwähnt. Im Theoi Project wird ihr die Namensbedeutung „Lady of the Brine“ (in etwa „Salzherrin“), wohl abgeleitet aus dem altgriechischen Wortstamm ἁλ- hal-, deutsch ‚Salz-, Meer-‘, zugeordnet.